# Jorge Carrera Andrade
Pour les articles homonymes, voir Carrera et Andrade.
Jorge Carrera Andrade, né le 18 septembre 1903 à Quito et mort le 7 novembre 1978 dans la même ville, est un écrivain et diplomate équatorien.

## Biographie

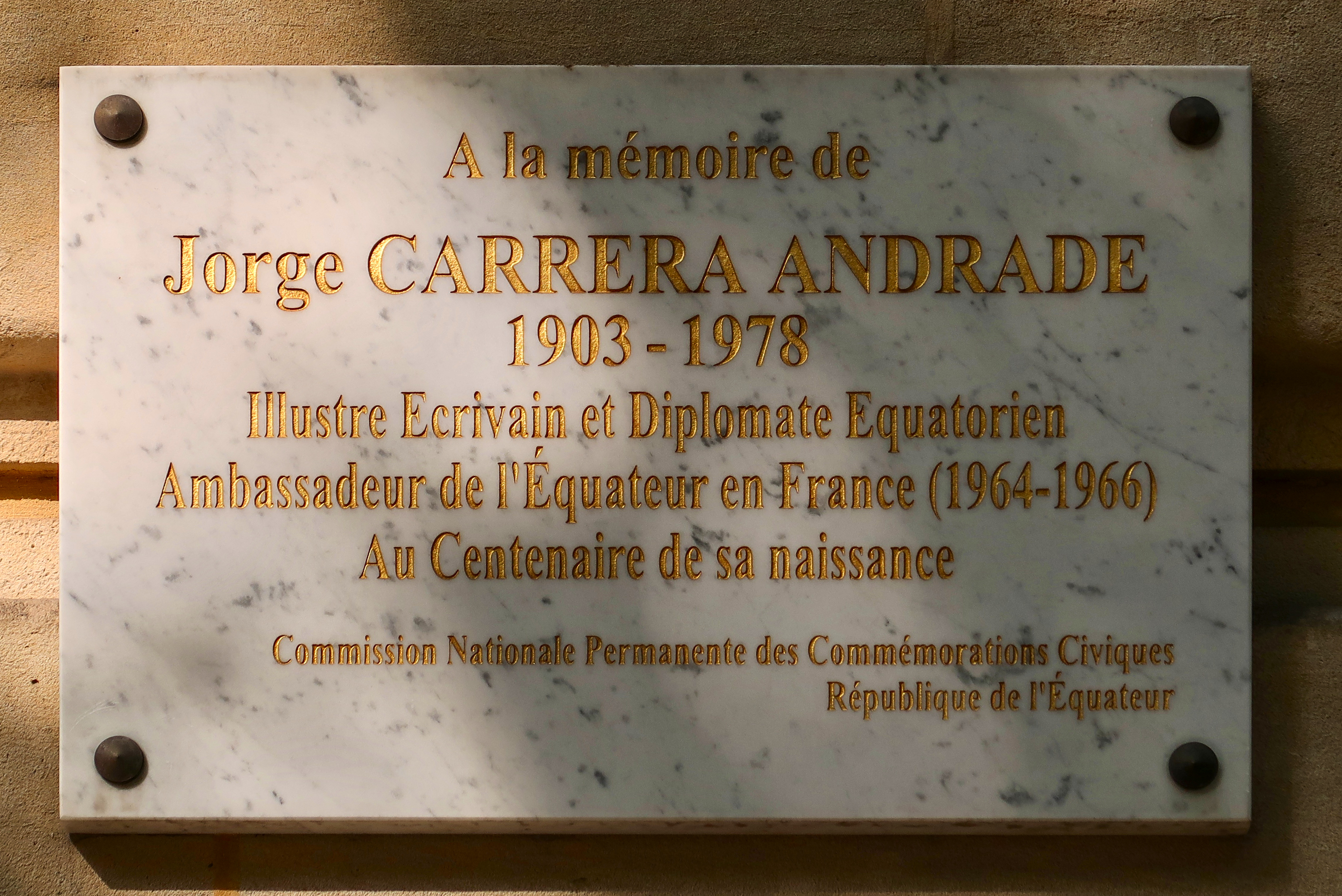
Plaque sur la façade de l'ambassade d'Équateur en France, 34 avenue de Messine (Paris).

En tant que diplomate, il est ambassadeur de son pays au Venezuela, au Royaume-Uni, au Nicaragua, en France de 1964 à 1966, en Belgique et aux Pays-Bas. Il est ministre des Affaires étrangères de novembre 1966 à juin 1967, sous la présidence d'Otto Arosemena.
Il a écrit des essais et des livres d'histoire mais est surtout connu pour son œuvre poétique, influencée par celle de Paul Valéry et reconnue, aux côtés de celles de Jorge Luis Borges, Pablo Neruda, Octavio Paz et César Vallejo, comme l'une des plus importantes de la littérature sud-américaine du XXe siècle. Il est membre de l'Académie équatorienne de la langue.

## Œuvres
- Estanque Inefable, 1922
- La guirnalda del silencio, 1926
- Boletines de mar y tierra, 1930
- Latitudes, 1934
- El tiempo manual, 1935
- Biografía para uso de los pájaros, 1937
- Microgramas, 1940
- Rostros y climas, 1948
- La Tierra Siempre Verde, 1955
- El hombre planetario, 1958
- Viajes por países y libros, 1961